# Eb van der Kluft
Egbert van der Kluft, né le 23 mai 1889 à Amsterdam et mort le 5 juillet 1970 à Amsterdam, est un footballeur international néerlandais. Il évoluait au poste de défenseur.

## Biographie

### En club
Eb van der Kluft est joueur du FC Blauw-Wit Amsterdam dans les années 1920,.

### En équipe nationale
International néerlandais, Eb van der Kluft dispute 4 matchs sans inscrire de but en équipe nationale néerlandaise, entre 1921 et 1923,.
Il dispute son premier match en sélection le 12 juin 1921 contre le Danemark en amical (match nul 1-1 à Copenhague).
Il fait partie de l'équipe des Pays-Bas médaillée de bronze aux Jeux olympiques de 1920 mais il ne dispute aucun match durant le tournoi.
Son dernier match en sélection a lieu le 10 mai 1923 contre l'Allemagne en amical (match nul 0-0 à Hambourg).

## Palmarès

### En sélection
Pays-Bas
- Jeux olympiques :
  -  Bronze : 1920.